# Leskovo
Leskovo (srbsky Лесково) je vesnice ve východní části Srbska, administrativně spadající pod opštinu Majdanpek. Vesnice se rozkládá jižně od samotného města, v údolí řeky Veliki Pek. Okolí vesnice je částečně kopcovité, a částečně zalesněné, nachází se zde menší políčka a pastviny. Zástavba je soustředěna do širšího údolí řeky. V roce 2022 zde žilo 185 osob.
Z národnostního hlediska je obyvatelstvo přibližně z větší poloviny srbské národnosti a zastoupena je i národnost vlašská (okolo 40 %). Počet obyvatel odlehlé vsi nicméně setrvale klesá. Ještě v polovině minulého století zde žilo přes sedm set lidí.
Vesnicí prochází také železniční trať, na které se zde nachází železniční stanice. Ve vesnici se nachází také fotbalové hřiště týmu FK Polom.